# Бешище
Бешище или Бешища (на македонска литературна норма: Бешиште; на гръцки: Μπεσίστα) е село в южната част на Северна Македония, община Прилеп.

## География
Селото е разположено в планината Козяк, в ридско-планинския дял на областта Мариово, от дясната страна на Църна, южно от общинския център Прилеп. Селото е планинско, на надморска височина от 900 метра. От Прилеп е отдалечено на 43 km. Има много голямо землище от 67,1 km2, от което обработваемите земи са 1700.8 ха, пасищата 2867,8 ха, а горите 2038 ха.

## История

### Етимология
Според академик Иван Дуриданов етимологията на името е от първоначалния патроним *Бєшишти < -itji, който произхожда от личното име Бешо, хипокористикон от съкратеното име Беро в Беривой, Берислав и т. н., наред с Беко, Бечо, Бецо, като точно съответствие са сръбските и хърватски топоними Бешичи в Черна гора и в Сплитско.

### Античност и Средновековие
В землището на Бешище в местността Горни лозя (Горни Лозја) има римско, в местността Огради – средновековно селище, а в местността Турчия (Турчија) има средновековен некропол. Църквата в селото „Света Петка“ („Света Параскева“) е средновековна.

### В Османската империя
| Османски статистики        | Ханета | Неженени | Вдовици | Годишен приход |
| -------------------------- | ------ | -------- | ------- | -------------- |
| Дефтер № 4 от 1476/77 г.   | 26     | 3        | 3       | 1930           |
| Дефтер № 16 от 1481/82 г.  | 34     |          | 2       | 2561           |
| Дефтер № 73 от 1519 г.     | 82     | 9        | 6       | 4770           |
| Дефтер № 149 от 1528/29 г. | 71     | 18       | 6       | 5605           |
| Дефтер № 232 от 1544/45 г. | 75     | 8        |         | 3805           |

В списък (иджмал дефтер) на джизието на немюсюлманите от селата от вакъфите на починалия султан Сюлейман в Морихова от 14 февруари 1628 година е отбелязано село Бешище с 62 ханета (домакинства).
В XIX век Бешище е село в Прилепска кааза, Мориховска нахия на Османската империя. В „Етнография на вилаетите Адрианопол, Монастир и Салоника“, издадена в Константинопол в 1878 година и отразяваща статистиката на населението от 1873 година, Бешище (Bechischté) е посочено като село със 137 домакинства и 548 жители българи и 14 цигани.
Според статистиката на Васил Кънчов („Македония. Етнография и статистика“) от 1900 година Бешища има 1047 жители, от които 960 българи християни, 75 власи и 12 цигани.
На Етнографската карта на Битолския вилает на Картографския институт в София от 1901 година Бешища е чисто българско село в Прилепската каза на Битолския санджак със 157 къщи.
В началото на XX век българското население на селото е под върховенството на Българската екзархия. По данни на секретаря на екзархията Димитър Мишев („La Macédoine et sa Population Chrétienne“) през 1905 година в Бешища има 1280 българи екзархисти и работи българско училище.
Според Георги Трайчев Бешища има 170 къщи с 1047 жители българи. Селото пострадва по време на гръцката пропаганда 1904 – 1908 година, в която селото дава над 30 жертви, а българското училище е затворено, благодарение на усилията на андарта от Бешища Цицо.
При избухването на Балканската война в 1912 година един човек от Бешище е доброволец в Македоно-одринското опълчение.

### В Сърбия, Югославия и Северна Македония
След Междусъюзническата война в 1913 година селото попада в Сърбия. По време на  Първата световна война, между края на 1915 и края на 1916 година, Бешище е част от територията, управлявана от българските власти. То е отделено в самостоятелна община в Битолска селска околия и има 1043 жители.
Освен „Света Петка“, селото има и църква „Свети Илия“.
Преброявания
| Националност     | 1948 | 1953 | 1961 | 1971 | 1981 | 1991 | 1994 | 2002 |
| ---------------- | ---- | ---- | ---- | ---- | ---- | ---- | ---- | ---- |
| Общо             | 1101 | 1228 | 1171 | 1016 | 238  | 109  | 93   | 22   |
| северномакедонци |      | 1224 | 1169 | 1014 | 238  | 108  | 93   | 22   |
| албанци          |      | 0    | 0    | 2    | 0    | 0    | 0    | 0    |
| турци            |      | 0    | 0    | 0    | 0    | 1    | 0    | 0    |
| роми             |      | 0    | 0    | 0    | 0    | 0    | 0    | 0    |
| власи            |      | 0    | 0    | 0    | 0    | 0    | 0    | 0    |
| сърби            |      | 4    | 2    | 0    | 0    | 0    | 0    | 0    |
| бошняци          |      | 0    | 0    | 0    | 0    | 0    | 0    | 0    |
| други            |      | 0    | 0    | 0    | 0    | 0    | 0    | 0    |

## Личности
Родени в Бешище
- Видан Найдов, македоно-одрински опълченец, четата на Милан Гюрлуков[12]
- Груйо Поппетко, поп, българин, православен, арестуван преди април 1904 година, обвинен в „даване на убежище на българската бунтовническа организация“, осъден от Извънредния съд на 3 години каторга, лежал в Битолския затвор, амнистиран с общата амнистия от 12 април 1904 година[13]
- Гьоре Коле, българин, православен, арестуван преди април 1904 година, обвинен в „даване на убежище и помощ на българската бунтовническа организация“, осъден от Извънредния съд на 4 години каторга, лежал в Битолския затвор, амнистиран с общата амнистия от 12 април 1904 година[14]
- Илия Стойков или Читов (Илиас Стойкос или Цитос), капитан (първи клас) от гръцката въоръжена пропаганда в Македония[15]
- Мицо Т. Стоянов (? - 1907), четник на ВМОРО, убит в селото от андарти[16]
- Петър (Петрос), деец на гръцката въоръжена пропаганда в Македония[17]
- Печис, деец на гръцката въоръжена пропаганда в Македония[18]
- Ристе Петре Руле, българин, православен, арестуван преди април 1904 година, обвинен в „даване на убежище на българската бунтовническа организация“, осъден от Извънредния съд на 3 години каторга, лежал в Битолския затвор, амнистиран с общата амнистия от 12 април 1904 година[14]
- Стоян Недялков Йовчев, български военен деец, младши подофицер, загинал през Първата световна война[19]
- Стоян Цицов (Стефос Цицу), ренегат от ВМОРО, андартски капитан
- Съботко Недан, българин, православен, арестуван преди април 1904 година, обвинен в „извършване на въоръжено нападение против държавния конак в нахията Витолище и против казармата, упортеба на оръжие срещу султанската войска, при която е ранен жандармеристът Абас“, осъден от Извънредния съд на 3 години каторга, лежал в Битолския затвор, амнистиран с общата амнистия от 12 април 1904 година[20]
- Христо Бешищки Арапов (Христос Бесищянос или Арапис), деец на гръцката въоръжена пропаганда в Македония[21]
- Христо Кривичев (Христос Кривецис), агент (трети клас) на гръцката въоръжена пропаганда в Македония[22]

Починали в Бешище
- Асен Паунов Цветанов, български военен деец, подпоручик, загинал през Първата световна война[23]